# Millie, una noia moderna
|  | «Thoroughly Modern Millie» redirigeix aquí. Vegeu-ne altres significats a «Thoroughly Modern Millie (musical)». |

Millie, una noia moderna (títol original en anglès: Thoroughly Modern Millie) és una pel·lícula musical estatunidenca de George Roy Hill estrenada el 1967.Ha estat doblada al català.

## Argument
La jove Millie decideix d'instal·lar-se a ciutat per canviar d'aparença. Ara vol semblar més moderna. Mentre el seu objectiu és convertir-se en secretària i de casar-se amb el seu patró, Millie fa d'amistat amb una jove actriu. És finalment aquesta qui viu una aventura amb el cap de Millie.

## Repartiment
- Julie Andrews: Millie Dillmount
- James Fox: Jimmy Smith
- Jim Bryant: Jimmy Smith (cant)
- Mary Tyler Moore: Dorothy Brown
- Jackie Allen: Dorothy Brown (cant)
- Carol Channing: Muzzy Van Hossmere
- John Gavin: Trevor Graydon
- Bill Lee: Trevor Graydon (cant)
- Beatrice Lillie: Sra. Meers
- Jack Soo i Pat Morita: els xinesos
- Philip Ahn: Tea
- Anthony Dexter: Juarez
- Cavada Humphrey: Miss Flannery
- Herbie Faye: el taxista
- Michael St. Clair: el baró Richter
- Lisabeth Hush: Judith Tremaine
- Ann Dee: una cantant

## Banda sonora
- Thoroughly Modern Millie (lletra de Sammy Cahn, música de Jimmy Van Heusen) - Julie Andrews
- The Tapioca (Sammy Cahn/Jimmy Van Heusen) - Jim Bryant
- Baby Face (Benny Davis/Harry Akst) - Julie Andrews
- Ah! Sweet Mystery of Life (Rida Johnson Young/Victor Herbert) - Jackie Allen i Bill Lee
- Do It Again (Buddy G. DeSylva/George Gershwin) - Carol Channing
- Jazz Baby (Blanche Merrill/M. K. Jerome) - Carol Channing
- Jimmy (Jay Thompson) - Julie Andrews
- Trinkt el Chaim (Sylvia Neufeld) - Julie Andrews
- Poor Butterfly (John Golden/Raymond Hubbell) - Julie Andrews
- Rose of Washington Square (James F. Hanley/Ballard MacDonald) - Ann Dee
- The Japanese Sandman (Ray Egan/Richard A. Whiting) - Jack Soo i Pat Morita

## Premis i nominacions

### Premis
- 1968: Oscar a la millor música original per Elmer Bernstein
- 1968: Globus d'Or a la millor actriu secundària per Carol Channing

### Nominacions
- 1968: Oscar a la millor actriu secundària per Carol Channing
- 1968: Oscar a la millor direcció artística per Alexander Golitzen, George C. Webb i Howard Bristol
- 1968: Oscar al millor vestuari per Jean-Louis Berthault
- 1968: Oscar a la millor música per Andre Previn i Joseph Gershenson
- 1968: Oscar a la millor cançó original per Jimmy Van Heusen i Sammy Cahn amb "Thoroughly Modern Millie"
- 1968: Oscar al millor so pel departament de so dels estudis Universal
- 1968: Globus d'Or a la millor pel·lícula musical o còmica
- 1968: Globus d'Or a la millor actriu musical o còmica per Julie Andrews
- 1968: Globus d'Or a la millor banda sonora original per Elmer Bernstein
- 1968: Globus d'Or a la millor cançó original per Jimmy Van Heusen i Sammy Cahn amb "Thoroughly Modern Millie"